# Ulrike Bruns
Ulrike Klapezynski-Bruns, nemška atletinja, * 17. november 1953, Cottbus, Vzhodna Nemčija.
Nastopila je na poletnih olimpijskih igrah v letih 1976 in 1980, leta 1976 je osvojila bronasto medaljo v teku na 1500 m, leta 1980 pa peto mesto. Na svetovnih prvenstvih je osvojila bronasto medaljo v teku na 3000 m leta 1987, na evropskih prvenstvih bronasto medaljo v teku na 10000 m leta 1986, na evropskih dvoranskih prvenstvih pa naslov prvakinje v teku na 800 m leta 1978.